# Homoneura lunipennis
Homoneura lunipennis är en tvåvingeart som först beskrevs av de Meijere 1924.  Homoneura lunipennis ingår i släktet Homoneura och familjen lövflugor. Inga underarter finns listade i Catalogue of Life.